# Teip
Teip (o anche taip, taipa, Vaynakh тайпа, [ˈtajpə]: famiglia, clan, tribù ) vengono chiamate le entità tribali e organizzazioni familiari su base di clan di origine cecena e inguscia. Si stima, possano esistere oggi dalle 130 alle 300 teip, delle quali oltre 20 considerate teip impure (su'lijn taipa, соьли тайпа), ovvero costituite da persone appartenenti a gruppi etnici estranei alla regione d'originale appartenenza, come ebrei, russi, turchi, georgiani, cumucchi e avari.

## Struttura sociale
Le questioni interne alle teip si basano grosso modo su legami di parentela, spesso risolvibili in faide, vendette, anche in relazione alla forte posizione che il rispetto e l'onore hanno nella vita sociale dei clan. Il ruolo che una persona detiene all'interno di una teip, o di una tukkhum (alleanza tra teip), definiscono la posizione nella società di un ceceno.
I teip si basano più sulla terra che sul sangue e si relazionano tra loro in maniera piuttosto conflittuale, soprattutto in tempo di pace. Durante i periodi di guerra, invece, tendono ad unirsi. I teip sono ulteriormente suddivisi in "gar" (rami), ed i gar in "nekye" (famiglie patriarcali). Il codice sociale ceceno può essere riassunto nel termine "nokchalla", il quale, nonostante non abbia una diretta traduzione in italiano, implica un comportamento cavalleresco morale ed etico, cioè la generosità e la volontà della salvaguardia dell'onore delle donne.

## Lista di teip
Lista di teip con il relativo tukkhum d'appartenenza, con una piccola descrizione:
- Ovkhoy, tukkhum (russo: Ауховцы, овхой)
- Myalkiy, tukkhum (russo: ялкий)
- Nokhchmakhkakhoy, tukkhum (russo: Нохчмахкахой)
  - Aleroy (russo: Алерой);
  - Beltagoy (russo: Белгатой);
  - Benoy o Benoy (russo: Беной);
  - Biltoy (russo: Билтой);
  - Chartoy (russo: Чартой)
  - Chermoy (russo: Чермой);
  - Centoroy (russo: Цонтарой/Центорой);
  - Elistanzhkhoy (russo: Элистанжхой);
  - Enganoy (russo: Энганой);
  - Ersenoy (russo: Эрсеной);
  - Gendagenoy (russo: Гендаргеной);
  - Gordaloy (russo: Гордалой);
  - Gunoi (russo: Гуной);
  - Kharachoi (russo: Харачой)
  - Yalkhoi (russo: Ялхой)
- Orstkhoi, o Ershtkhoy, tukkhum (russo: Эршткхой)
  - Zandaqoi
- Terloy tukkhum (russo: Терлой)
  - Beshni (russo: Бешни);
  - Chinkhoi, o Chonkhoy (russo: Чинхой);
- Chantiy, tukkhum (russo: Чантий)
  - Chanti (russo: Чанти)
- Cheberloy, o Chebarloy, Chebarloj, tukkhum (russo: Чебарлой)
  - Rigakhoy (russo: Ригахой)
  - Buni (russo: Буни)
- Sharoy, tukkhum (russo: Шарой)
- Shotoy, tukkhum (russo: Шотой)
  - Varandoy (russo: Варандой);
- Tukkhum non noti
  - Chinnakhoy (russo: Чиннахой)
  - Marshaloy (russo: Маршалой)
  - Mulkoy (russo: Мулкой);
  - Nashkhoy (russo: Нашхой);
  - Peshkhoy (russo: Пешхой)
  - Satoy (russo: Сатой);
  - Turkoy (russo: Туркой);
  - Khindkhoy (russo: Хиндхой);
  - Kalkhoy (russo: Калхой);
  - Yalkhoroy (russo: Ялхорой);
  - Zumsoy (russo: Зумсой);
  - Zurzakkhoy (russo: Зурзакхой)